# Hod za život (Hrvatska)
Hod za život je godišnji građanski skup koji se u Hrvatskoj održava od 2016. godine, a zalaže se za sveobuhvatnu zaštitu ljudskog života od začeća do prirodne smrti. Manifestacija se organizira tijekom proljeća i jeseni, kada okupljeni u povorci hodaju unaprijed određenim rutama.
Prvi hrvatski Hod za život održan je u Zagrebu 21. svibnja 2016. pod geslom „Za život, obitelj i Hrvatsku”, kada je više tisuća građana hodalo od Trga kralja Tomislava do Trga bana Jelačića. Manifestacija se postupno proširila na druge gradove: 2017. godine po prvi put u Split, 2018. u Rijeku, a 2019. u Osijek i Zadar. Godine 2020. po prvi se puta proširio u Sisak, 2021. u Imotski, 2022. u Varaždin, 2023. u Knin i Metković, a 2024. u Sinj i Opuzen. U 2025. godini hod se održava u 17 gradova pod geslom „Zaštiti život! I majku i dijete”, pri čemu se po prvi put pridružuju Šibenik i Karlovac.
Osim temeljnih vrijednosti, organizatori manifestacije zagovaraju snažniju gospodarstvenu i društvenu potporu obiteljima, majkama te ženama koje razmatraju pobačaj »iz ekonomskih razloga, zbog neinformiranosti ili pritiska okoline.« Događaj je povremeno popraćen protuprosvjedima zagovaratelja pro-choice pokreta.